# Прайс, Рейнольдс
Эдвард Рейнольдс Прайс (1 февраля 1933 года, Мейкон, Северная Каролина, США – 20 января 2011 года, Дарем, Северная Каролина, США) – американский поэт, писатель, драматург, профессор Джеймса Б. Дьюка по английскому языку в Университете Дьюка. Дважды номинант на Пулитцеровскую премию (1990, 1993).

## Биография
Эдвард Рейнольдс Прайс родился в 1933 году в небольшом городке Мейкон в Северной Каролине. Его семья была небогатой, в своей первой книге воспоминаний Clear Pictures: First Loves First Guides (1989), номинированной на Пулитцеровскую премию в 1990 году, Прайс писал, что очень любил родителей, но отец много пил, а мать была нервной и дерганой. Но несмотря на непростое детство, молодой Эдвард, благодаря своим литературным способностям, выиграл стипендию Университета Дьюка, и в 1955 году окончил его с красным дипломом. После выпуска получил стипендию Родса на обучение в Оксфордском университете. Там он написал диссертацию о Мильтоне, и завязал дружбу с поэтами Стивеном Спендером и Уистеном Хью Оденом, а также критиком и биографом лордом Дэвидом Сесилом, способствовавшим развитию его карьеры. Свои годы в Британии Прайс описал в третьей книге мемуаров Ardent Spirits (2009). По возвращении из Англии в 1958 году принял должность преподавателя творческого письма в Университете Дьюка, где проработал в итоге более пятидесяти лет. В 1977 году он стал профессором Джеймса Б. Дьюка (звание, которое присваивают за выдающиеся достижения).
В 1962 году в нью-йоркском издательстве Atheneum Books выходит его дебютный роман «Долгая и счастливая жизнь» (англ. A Long and Happy Life), который стал крупным литературным событием и получил премию Уильяма Фолкнера. Рассказ о мечтах, разочаровании и духовном росте молодой женщины перерос в трилогию. Роман был переведен на русский язык и выпущен издательством «Прогресс» в 1971 году. В 1966 году в издательстве Signet вышел второй роман A Generous Man, а более 20 лет спустя – заключительная книга «Добрые сердца» (англ. Good Hearts, 1988).
В 1984 году у Прайса был обнаружен рак спинного мозга, лучевая терапия помогла справиться с болезнью, но нервная система была повреждена и его парализовало ниже пояса. В 1986 году в издательстве Atheneum выходит один из самых известных романов Прайса Kate Vaiden. За эту работу он получил премию Национального круга книжных критиков за лучшее художественное произведение года. В 1993 году выходит сборник рассказов Прайса The Collected Stories, благодаря которому писатель был номинирован на Пулитцеровскую премию во второй раз. В 1994 году он пишет книгу, опираясь на пережитый опыт жизни после тяжелой болезни, с ироничным названием A Whole New Life.
С 1996 по 2002 год вел эфиры на Национальном Общественном радио.
Рейнольдс Прайс умер 20 января 2011 года от сердечного приступа. У него остался брат Уилл.